# Оффенбург
Оффенбург (нем. Offenburg, алем. нем. Offäburg) — город в Германии, в земле Баден-Вюртемберг, расположенный в 20 км юго-восточнее Страсбурга, в окрестностях реки Рейн. Оффенбург является административным центром и крупнейшим городом района Ортенау.

## Географическое положение
Оффенбург расположен примерно на середине отрезка между городами Карлсруэ (примерно 66 км севернее) и Фрайбург (примерно 54 км южнее). Город называют „Вратами Шварцвальда“ благодаря его расположению возле устья реки Кинциг в долине Рейна. Кинциг, покидая Шварцвальд, подходит к городу с юго-востока неподалёку от района Эльгерсвайер, протекает через центральную часть города, вытекает между районами Вайер и Бюль, и в районе Гризхайм уходит в сторону Рейна.

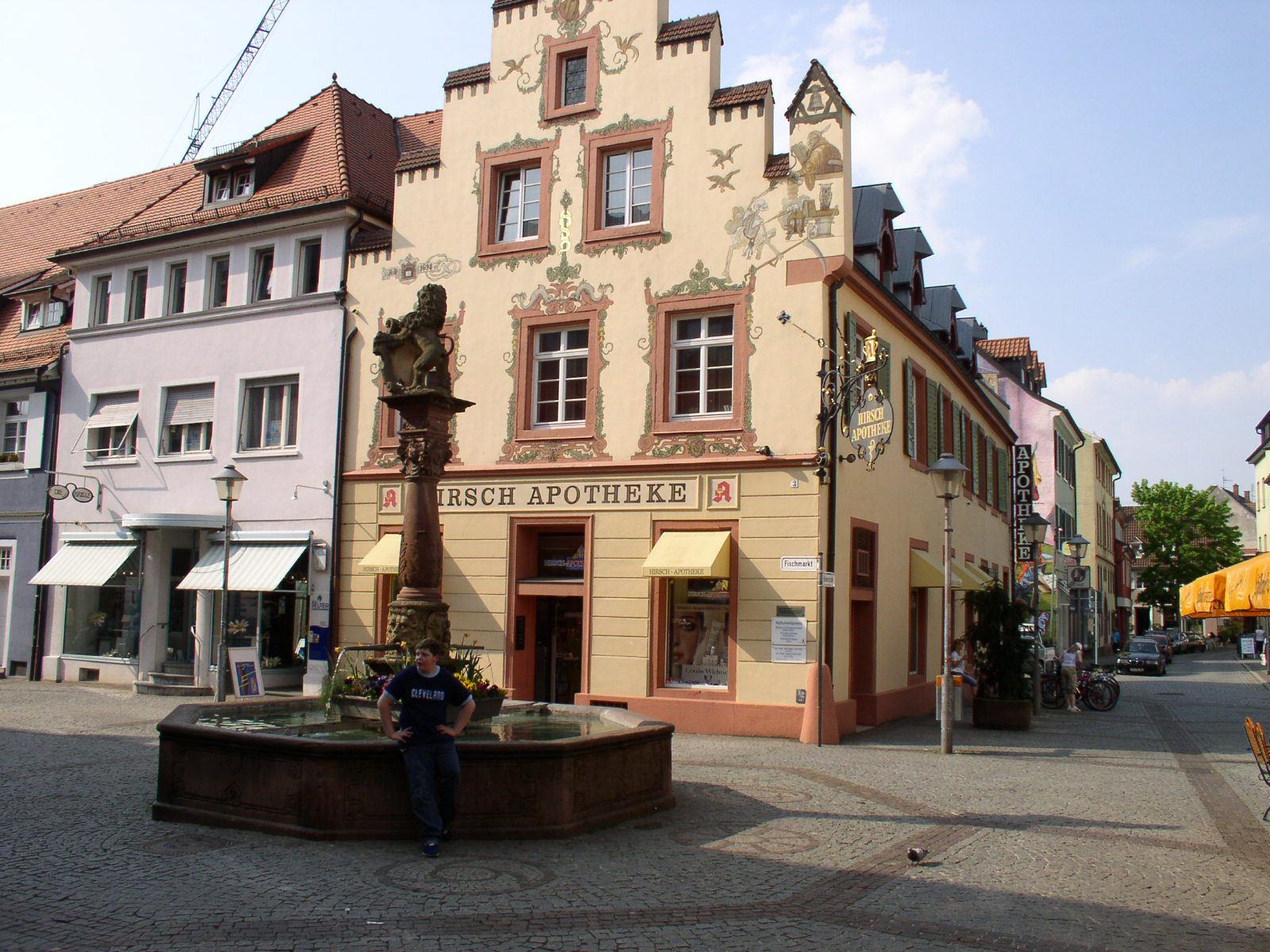
«Рыбный рынок» и «Оленья аптека»

## История
Первые документальные упоминания о городе датируются 1148 годом. Уже в 1240 году Оффенбург упоминается как независимый имперский город, этот статус город сохранял до XIX века. В 1689 году в ходе войны Аугсбургской лиги между Францией и Священной Римской империей город был почти полностью разрушен.
В 1803 году Оффенбург потерял свой статус независимого имперского города и был включён в состав курфюршества Баден (c 1806 года — великое герцогство). В то время Оффенбург был центром местной администрации, немного позже — окружного управления.
В преддверии Баденской революции, послужившей впоследствии началом Мартовской революции 1848-49 годов, 12 сентября 1847-го года собранием революционеров в гостинице Зальмен были провозглашены требования народа Бадена. Наряду с отказом от Карлсбадских соглашений, в них были также сформулированы основные права и права человека, как, например, свобода печати и прогрессивный подоходный налог.
19 марта 1848 состоялось второе оффенбургское народное собрание, насчитывавшее 20 000 участников, которое подтвердило и расширило требования от 1847 года. Среди прочего было добавлено требование организовать в каждой общине «кружок отечества», в задачи которого входило бы вооружение, политическое и общее образование граждан, а также контроль за соблюдением их прав. Это требование не было забыто. По скромным подсчетам годом позже насчитывалось уже 420—430 народных кружков с числом участников 35-40.000. Совместно со спортивными, хоровыми и стрелковыми кружками они добились уровня политической мобилизации населения, не имеющего аналогов в истории Бадена.
На первом собрании народных кружков 12-13 мая 1849 демократические силы собрались в Раштатте, «Баденском Вифлееме», где находился центральный комитет народных кружков. Там и разразился мятеж в войсках Бадена, которые 13 мая выступили на Карлсруэ, чтобы взяв власть в свои руки, провозгласить первое республиканско-демократическое правительство на немецкой земле.
В 1939 Оффенбург становится административным центром земельного района Оффенбург, в который был преобразован из окружного управления.
В конце 1930-х годов число жителей города превысило 20.000. Вследствие этого, вместе с принятием баден-вюртембергского «Положения об общинах», 1 апреля 1956 Оффенбург был объявлен крупнейшим городом земельного района.
22 октября 1940 — депортация последних евреев Оффенбурга в концентрационный лагерь Гюрс (Франция).
В начале 1970-х годов, в ходе общинной реформы 11 ранее независимых общин были включены в состав города. После этого преобразования Оффенбург достиг своих современных размеров. 1 января 1973 Оффенбург становится административным центром нового района Ортенау, объединённого из нескольких малых земельных районов.
В 1980 в Оффенбурге проходили «дни Родины» земли Баден-Вюртемберг.

## Известные уроженцы и жители
- Окен, Лоренц (1779—1851) — немецко-швейцарский ботаник, миколог, зоолог, физиолог, доктор медицинских наук, философ, профессор.
- Шайбле, Карл Генрих (1824—1899)— немецкий писатель и революционер. Его именем назван городской стадион (нем. Karl-Heinrich-Schaible-Stadion).
- Энне Бурда (1909—2005) — немецкая издательница.
- Ханнс Мартин Шлейер (1915—1977) — немецкий бизнесмен и политик.